# 小儿鬼
夜啼鬼，也叫小兒鬼、夜哭鬼、夜啼兒，是中国传说的妖怪，是小孩夭折後所化成，形体如兒童。记载于《搜神记》和《夷坚志》。

婴儿若是在子、午、丑、未时辰出世的，那就是犯了「小儿二十六关煞」的第二十三关「夜啼关」 ，这时就要奉迎雷公降坛擒拿夜啼鬼。
民間認為，如果小兒夜間啼哭，就是遭夜啼鬼糾纏所擾，因此必须施法捉鬼。方法是以燒過火的柴頭，削平一邊，然后用朱砂寫上咒拿夜啼鬼文：「撥火杖，天上五雷公，差來作神將，捉拿夜啼鬼，打殺不許放，急急如律令敕。」并在晚商將柴頭置於小兒床。

## 中国少数民族
布朗族过去也认为小孩惊风、发高烧和成年人眼歪嘴斜、突然休克，是因小儿鬼危害所至，就要举行仪式送走小儿鬼。举行仪式要用豆腐汤、米饭、蜡烛等作为祭品，在天黑前送到寨下边的田坎边祭之。斡爾族也有传说。

## 流行文化
电视剧张仙送子，有小男孩变成夜啼鬼的剧情。

## 参看
中国妖怪列表